# Tavnik
Tavnik (cirill betűkkel Тавник), település Szerbiában, a Raškai körzet Kraljevoi községében.

## Népesség
- 1948-ban 1 666 lakosa volt.
- 1953-ban 1 697 lakosa volt.
- 1961-ben 1 731 lakosa volt.
- 1971-ben 1 637 lakosa volt.
- 1981-ben 1 552 lakosa volt.
- 1991-ben 1 394 lakosa volt.
- 2002-ben 1 271 lakosa volt,[1] akik közül 1 269 szerb (99,84%), 2 ismeretlen.[2]